# 格丁尼亞火車總站
格丁尼亞火車總站（波蘭語：Gdynia Główna）是位於波蘭北部城市格丁尼亞的一座鐵路車站。2018年，該站日均旅客約4.07萬人次，位居波蘭第7位。

## 歷史

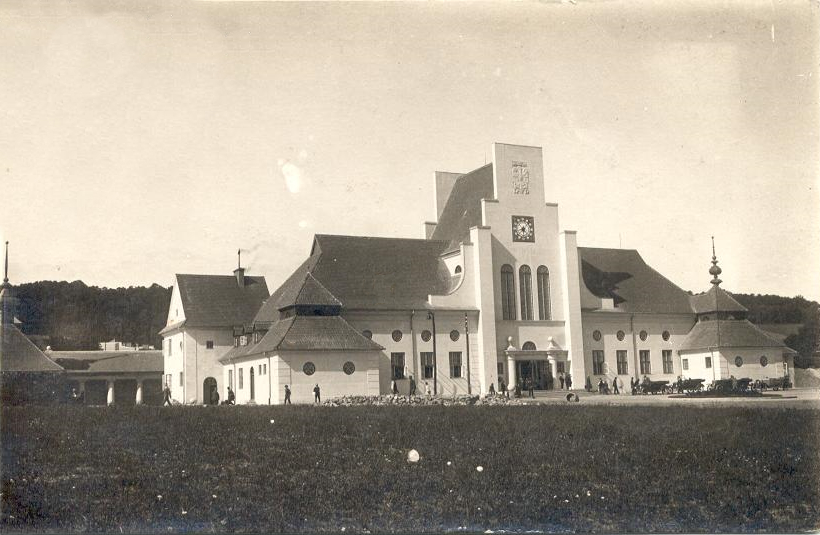
1926年的格丁尼亞車站

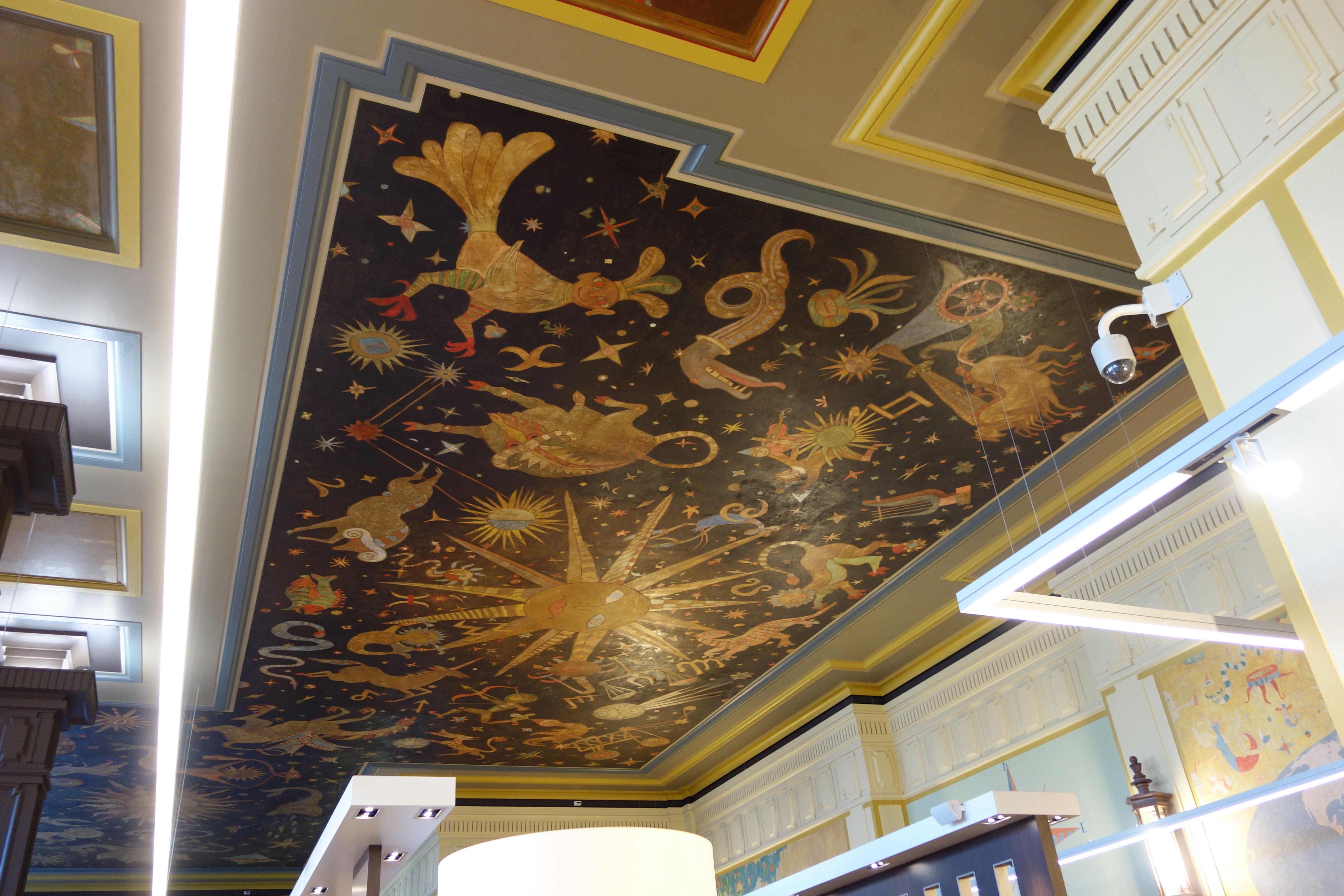
站內天花板壁畫

格丁尼亞的第一個火車站於1894年1月1日啟用。最初，它只有一個小木造候車室、幾盞燈和一個標識車站名稱的站牌。1920年，格丁尼亞作為波蘭第二共和國的港口城市而迅速發展，這使得鐵路客運量顯著增加。因此，在1923年至1926年之間，建造了一座新的車站建築，並於1926年7月15日開放。其內部設有大型候車室、售票窗口、廁所、行李寄存處、餐廳、書店、貨幣兌換處和理髮店。
車站大樓在二戰中被毀，在1950年代建造了一個新站，由瓦茨瓦夫·托馬謝夫斯基教授設計。該建築是社會現實主義和戰前現代主義的獨特結合。車站候車室和主繪有有馬賽克壁畫，描繪了海洋、天馬和造船廠；在餐廳，天花板上描繪了星象，以及世界、歐洲、波蘭和格但斯克附近地圖的壁畫，這些壁畫一度被遮蔽，後來在2010-2012年的修復工程中重新揭開了面紗。
2008年8月，車站大樓被列入古蹟名錄，同年啟動車站現代化改造計劃，包括車站大廳改造、站台新簷篷、軌道交通控制系統改造等。2012年6月6日，現代化車站大樓正式啟用。